# カッシーナ・リッツァルディ
カッシーナ・リッツァルディ（伊: Cassina Rizzardi）は、イタリア共和国ロンバルディア州コモ県にある、人口約3,300人の基礎自治体（コムーネ）。

## 地理

### 位置・広がり
コモ県南西部のコムーネ。県都コモから南西へ8kmの距離にある。

#### 隣接コムーネ
隣接するコムーネは以下の通り。
- ブルガログラッソ
- フィーノ・モルナスコ
- グアンツァーテ
- ルイザーゴ
- ヴィッラ・グアルディア

### 地震分類
イタリアの地震リスク階級 (it) では、4 に分類される
。

## 行政

### 分離集落
カッシーナ・リッツァルディには、以下の分離集落（フラツィオーネ）がある。
- Boffalora, Monticello, Ronco Vecchio, Ronco Nuovo, Martelletto, Villette Gervasio